# Plat principal
Pour la gastronomie, le plat principal est le principal plat servi durant un repas, et souvent le plus roboratif. Traditionnellement, en France au moins, il suit l'apéritif et le hors-d'œuvre et précède le fromage et le dessert. À moins d'être végétarien, il est composé de viande ou de poisson d'une part, et d'un accompagnement d'autre part (légumes ou féculents).
Aux États-Unis, d'après le New York Times, le plat principal est menacé de disparition dans les restaurants des grandes villes : depuis la fin des années 1990, la clientèle y est désormais davantage intéressée par une série de plats de moindre importance, ce qui a déclenché « la tapafication des menus américains ». Trouvant ennuyeux d'avoir à faire plusieurs fois de suite le même coup de fourchette, elle souhaite expérimenter plus de mets et personnaliser davantage ses repas, remettant en cause un modèle établi à la fin des années 1920 et au début des années 1930. Ce mouvement engendre plus de travail pour les serveurs.